# Barrymooreana
Barrymooreana is een geslacht van kevers uit de familie van de loopkevers (Carabidae). De wetenschappelijke naam van het geslacht is voor het eerst geldig gepubliceerd in 1997 door Baehr.

## Soorten
Het geslacht Barrymooreana is monotypisch en omvat slechts de volgende soort:
- Barrymooreana quadrimaculata Baehr, 1987